# Notospartium glabrescens
Carmichaelia glabrescens là một loài rau đậu thuộc họ Fabaceae. Loài này chỉ có ở New Zealand.